# Blanqueo de licencias
El blanqueo de licencias se produce cuando una obra creativa protegida por derechos de autor es copiada por una entidad que sustituye la licencia original por una nueva. Posteriormente, esta entidad distribuye la obra de manera ilegal utilizando la nueva licencia.
El blanqueo de licencias de archivos multimedia es algo habitual en proveedores de alojamiento de imágenes como pueden ser Flickr o Picasa, y en proveedores de alojamiento de videos como YouTube.

## Blanqueo de código fuente
En el desarrollo de software, un programador incurre en lo conocido como blanqueo de licencia cuando utiliza código fuente creado por otros programadores, pero elimina la licencia de los archivos fuente o modifica el encabezado del archivo para omitir su historial de revisiones u otros detalles. Este código fuente luego es modificado o integrado en otro software, lo que podría violar los términos de la licencia original.
Otro ejemplo es utilizar código que fue liberado bajo una licencia y redistribuirlo después bajo una licencia diferente.  Después de que SCO Group afirmara que poseía los derechos de propiedad intelectual sobre Unix, tuvieron lugar una serie de controversias a raíz de esta acción entre SCO y Linux, en las que el director ejecutivo de SCO Group, Darl McBride, afirmó lo siguiente: "El mundo no se trata de robar el código de las personas, blanquearlo y decir que todo está bien". En el caso SCO Group Inc. contra Novell Inc., se determinó finalmente que Novell era la propietaria de los derechos de autor de Unix.
El código de software de código abierto puede ser liberado con una licencia no recíproca preaprobada que permite su uso en otros proyectos, lo que facilita el lavado de licencias. Para evitar dicho blanqueo, los desarrolladores y gestores de proyectos deben identificar el origen del código y mitigar posibles problemas mediante una inspección de control de calidad.

## Identificación
El blanqueo de licencias puede identificarse al detectar inconsistencias en las obras. La mayoría de los creadores de contenido utilizan un conjunto de elementos comunes que se muestran de forma consistente en todo su portafolio, como por ejemplo un estilo o una caligrafía. Aquellos usuarios involucrados en el blanqueo de licencias tienden a subir archivos con una diversidad de estilos, puesto que estos reflejan los del autor original, no los del que realiza el blanqueo de licencias.
El blanqueo de licencias de imágenes puede detectarse mediante el uso de motores de búsqueda inversa de imágenes, como la función "Buscar por imagen" de Google Imágenes. Estos servicios comparan las características de una obra de referencia con una base de datos que contiene las características de numerosas obras analizadas por el proveedor del servicio mediante un rastreo de la web. Los resultados de una búsqueda inversa de imágenes pueden indicar la fuente original del contenido.
Otra técnica implica inspeccionar los datos EXIF asociados con los archivos. Si los datos son generalmente consistentes en un conjunto de archivos, es probable que los archivos hayan sido generados por la misma persona, mientras que si los datos difieren de manera significativa, podría ser indicativo de una infracción de derechos de autor. Un ejemplo de esto es un conjunto de fotografías generadas por diferentes modelos de cámaras.